# Diocese Anglicana de Pelotas
A Diocese Anglicana de Pelotas é parte integrante da Igreja Episcopal Anglicana do Brasil. Sua área Diocesana compreende a cidade de Pelotas, Rio Grande do Sul. Ela foi criada em outubro de 1988 e instalada em abril de 1989. A Sede Episcopal da Diocese fica na Catedral Anglicana do Redentor (Pelotas). A Catedral, um dos pontos turísticos da cidade, é popularmente conhecida como Igreja cabeluda por ser coberta por uma hera que muda de cor, conforme as estações do ano.

## História
Devido a uma antiga reivindicação de membros da Igreja da região, em 1984, o então bispo Diocese Anglicana Meridional, bispo Cláudio Gastal, decide criar uma nova unidade diocesana na IEAB. Em 1987 o Reverendo Luiz Osório Pires Prado foi eleito e sagrado para ser bispo sufragâneo da Diocese Meridional. Dentre suas atribuições, ele seria incumbido de auxiliar o bispo diocesano e de organizar uma nova diocese com sede na cidade de Pelotas. A DAP, como também é conhecida, tem origem no desmembramento da parte sul da Diocese Meridional, partindo dos limites dos municípios de Encruzilhada do Sul e Camaquã e indo até o extremo sul do território.

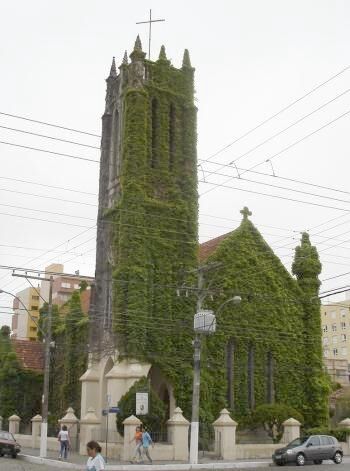
A Catedral do Redentor, localizada em Pelotas, foi uma das primeiras igrejas de confissão anglicana do Brasil, inaugurada em 1892.

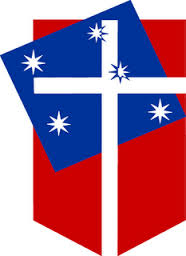
Brasão da Igreja Episcopal Anglicana do Brasil.